# Charlotte Boerlage-Reijers
Charlotte Cornelia Reijers (Breda 17 december 1873 - Wiesbaden, 19 juli 1942) was een Nederlands sopraan. Ze was vooral bekend als concert- en liederenzangeres.
Ze was dochter van militair (cavalerie) Jan Peter Lidius Reijers en Anna Charlotte Francisca Thurkow. Ze trouwde met doctor in de natuurwetenschappen/chemicus Johan François Gérard Boerlage. Voor zover bekend kreeg het echtpaar twee kinderen, een dochter (Anna Charlotte Francisca) en zoon (Theodorus Franciscus).
Boerlage-Reijers kreeg haar opleiding van Etelka Gerster. Haar zangcarrière speelde zich voornamelijk in Duitsland af. Ze stond bekend als zangeres uit/te Berlijn. Ze hield in 1909 een Nederlandse tournee met avonden in Amsterdam, Rotterdam, Den Haag, Utrecht en Nijmegen; pianist van dienst was Anton Verheij.  Duitse kranten hadden het destijds over een “ware aanwinst”.
Ze zong bijvoorbeeld tijdens de Eerste Wereldoorlog voor blinden en gewonde soldaten. In 1918 en 1920 was ze in Den Haag en zong ze in dat laatste jaar tijdens een liefdadigheidsconcert van het Rode Kruis.  Daarna trok het gezin richting Wiesbaden waar ze op 19 juli 1942 zou zijn overleden, een jaar na haar man.